# 湖坊镇 (南昌市)
湖坊镇，是中华人民共和国江西省南昌市青山湖区下辖的一个乡镇级行政单位。

## 行政区划
湖坊镇下辖以下地区：
御锦城社区、现代庄园社区、庐山花园社区、宏利社区、洪明社区、洛阳东路社区、顺化门社区、广电厅家委会、上海路北社区居民委会、安康社区居民委会、沿河社区居民委会、北京东路社区居民委会、轻化所家委会、洪钢社区、省人民检察院家委会、电讯城东分局家委会、省水利设计院家委会、机施社区、南航家委会、华安社区、五金社区、水文地质大队家委会、三波电机厂家委会、省卫生学校家委会、华东计量所家委会、泰丰社区、南方社区、南昌电池厂家委会、安南社区、丰华社区、上海路新村社区、恒茂国际社区、水岸菁华社区、建安社区、安北社区、湖坊村、肖坊村、张燕村、石泉村、长春村、永人村、彭桥村、顺外村、进顺村、进明村、进外村、李巷村、秦胜村、洪都村和辛家庵村。